# Буераки

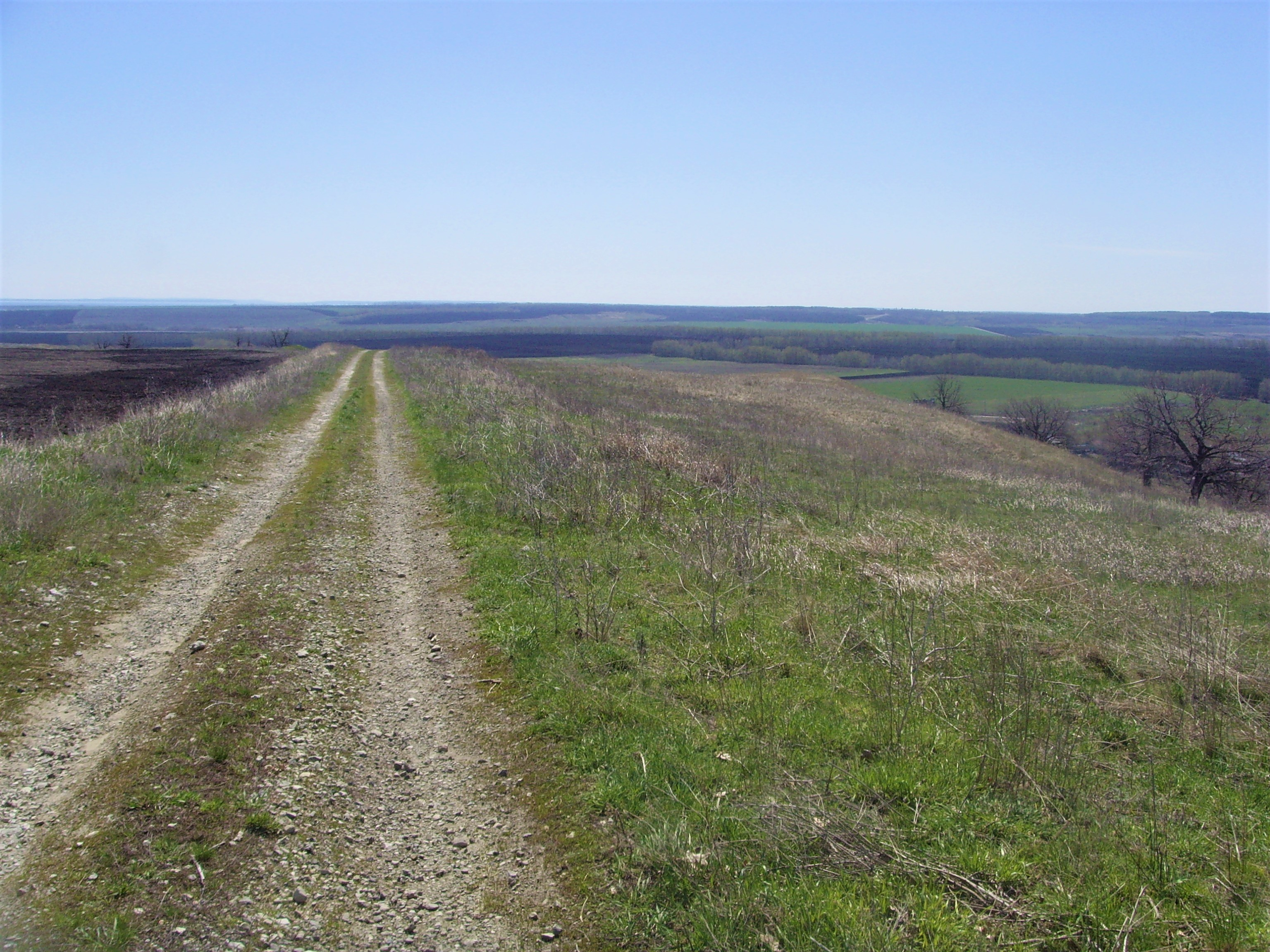
дорога Буераки-Алёшкино

Буераки — село в Сенгилеевском районе Ульяновской области, бывшее Николаевское, входит в Новослободское сельское поселение. 

## География
Село расположено на правом берегу р. Волга. Расположено в 10 км от г. Сенгилей. Ближайшие населенные пункты: с. Алёшкино — 5 км, с. Вырыстайкино — 8 км.

## История
Основано в 1672 году на подступах к Симбирской черте. 
В начале XVIII века была построена деревянная церковь во имя Святителя и Чудотворца Николая.
В 1780 году, при создании Симбирского наместничества, село Малой Буерак, при реке Волге, пахотных салдат, вошло в состав Сенгилеевского уезда, в которой жило 186 ревизских душ. 
В 1859 году село Буерак, по тракту из г. Сенгилея к с. Тереньге, входило в 1-й стан Сенгилеевского уезда Симбирской губернии. 
В 1885 году прихожанами был построен новый деревянный Храм (перестроен старый храм, построенный в 1849 году). Престол в нем во имя Святителя и Чудотворца Николая. Деревянная Николаевская церковь (1885) не сохранилась, закрыта в 1930-х годах. Никольская церковь была разобрана в 1953 г., когда осуществлялась подготовка ложа будущего Куйбышевского водохранилища. Храм попал в зону затопления, и власти приняли решение снести здание. Деревянные материалы, оставшиеся после демонтажа, были использованы для застройки новых Буераков. Некоторые дома, находящиеся в селе, до сих пор хранят бревна и доски, оставшиеся от старой сельской церкви. Николаевская церковь, деревянная. Построена в 1847 году, перестроена в 1885 году, закрыта в 1930-е годы, разобрана в 1954-1955 годах. 
В 1930 году в селе был создан колхоз «Сады и горы». В 1958 году, на правах отдельной полеводческой бригады, он был включён в колхоз «Вперёд» (с. Алёшкино).

## Население
В 1780 году жило (пахотных солдат) 186 ревизских душ.  
В 1859 г. в 74 дворах жило 297 м. и 350 ж.
В 1913 г. состояло из 155 дворов и 740 жителей.
По данным в 1996 г. проживало 28 чел., русские.
В летний период население большей частью дачники из г. Ульяновск, г. Белый Яр и г. Тольятти.

## Достопримечательности
- Известно минеральными источниками.

- В окрестностях села есть несколько археологических памятников, т. н. городищи: Буераки I,  Буераки II и Буераки III, на территории которых находят медные монеты, черепки красной глиняной посуды[4].
- Установлен памятник погибшим в годы Великой Отечественной войны.